# Ukrainer

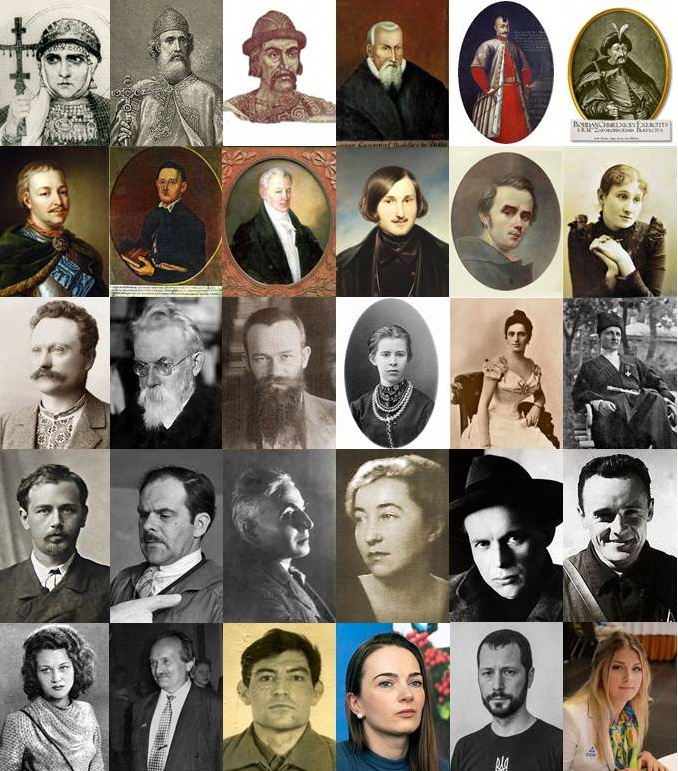
Berühmte Ukrainer: 1. Reihe: Olga von Kiew, Wladimir I., Jaroslaw der Weise, Jurij Drohobytsch, Dmytro Wyschnewezkyj, Bohdan Chmelnyzkyj, 2. Reihe: Iwan Masepa, Gregorius Skoworoda, Iwan Kotljarewskyj, Nikolai Wassiljewitsch Gogol, Taras Schewtschenko, Marija Sankowezka,	3. Reihe: Iwan Franko, Wladimir Iwanowitsch Wernadski, Mychajlo Hruschewskyj, Lessja Ukrajinka, Salome Kruschelnytska, Pawlo Skoropadskyj, 4. Reihe: Mykola Leontowytsch, Alexander Archipenko, Les Kurbas, Milena Rudnyzka, Oleksandr Dowschenko, Sergei Pawlowitsch Koroljow, 5. Reihe: Lina Kostenko, Wjatscheslaw Tschornowil, Wassyl Stus, Oleksandra Matwijtschuk, Mstyslaw Tschernow, Olha Kharlan

Ukrainer (ukrainisch українці ukrajinzi; früher deutsch in  Österreich auch als Ruthenen bezeichnet) ist die Bezeichnung für ein ostslawisches Volk, das in der Ukraine sowohl die Bevölkerungsmehrheit als auch die Titularnation darstellt.
Als Minderheit leben Ukrainer vor allem in den Nachfolgestaaten der Sowjetunion und als Auswanderer in vielen weiteren Ländern der Welt. Insgesamt gibt es etwa 46 Millionen Ukrainer. Sie sprechen Ukrainisch, Russisch, Russinisch oder die Mischsprache Surschyk, die alle zur ostslawischen Sprachfamilie zählen. Während die meisten Ukrainer der Orthodoxen Kirche der Ukraine oder der Ukrainisch-Orthodoxen Kirche Moskauer Patriarchats angehören, gibt es auch Gläubige der Ukrainisch-Orthodoxen Kirche Kiewer Patriarchats, der Ukrainischen Griechisch-Katholischen Kirche, der Römisch-Katholischen Kirche sowie Juden, Muslime, Protestanten und Neuheiden.

## Genese

### Vorgeschichte
Seit dem 5. Jahrhundert siedelten auf dem Gebiet der heutigen Ukraine unterschiedliche slawische Stämme, wie die Buschanen, die Drewlanen, die Seweranen oder die Wolhynier. Sie hingen dem paganischen Glauben an, waren anfangs vorwiegend in ländlichen Sippschaften organisiert und gründeten später auch eigene Verbünde mit Städten wie Halytsch, Korosten oder Tschernihiw. Ihr Siedlungsraum erstreckte sich entlang des Prypjat, des Dnepr, des Dnister und des südlichen Bug, war jedoch nach Süden und Osten von der offenen Steppenlandschaft des sogenannten Wilden Feldes begrenzt, das bis ins 9. Jahrhundert zum Einflussbereich des Nomadenreiches der Chasaren gehörte.
Bereits im 8. Jahrhundert hatte der Wikingerbund der Waräger damit begonnen, Handelsrouten durch den Norden Osteuropas zu erschließen und gelangte schließlich auch in den Siedlungsraum der zuvor genannten slawischen Stämme. Die ursprünglich aus Skandinavien stammenden Waräger hatten auf ihren Feldzügen bereits zahlreiche Völker absorbiert und bezeichneten sich nun als Rus. 882 eroberten sie die Stadt Kiew, die bereits seit 482 als wirtschaftliches und kulturelles Zentrum des slawischen Stammes der östlichen Polanen galt. Nach Nowgorod errichteten sie hier ihr neues Machtzentrum und begründeten damit die sogenannte Kiewer Rus.
Mit der Kiewer Rus entstand zwar der erste einheitliche Staat in Osteuropa, seine rasche Expansion und die kulturellen Unterschiede zwischen der Herrscherdynastie der Rurikiden und den ihnen untergebenen Ständen unterschiedlicher Ethnien bewirkten jedoch, dass die Bevölkerung der Kiewer Rus zu Beginn äußerst heterogen blieb. Erst die Christianisierung der Kiewer Rus führte ab 988 zur Genese einer homogeneren Bevölkerung, die in der Wissenschaft als altrussisches Volk bezeichnet wird.
Als die Kiewer Rus infolge der Mongoleninvasion im 13. Jahrhundert zerfiel, gelangten ihre westlichen Gebiete wie Podolien, Polesien, Sewerien oder Wolhynien zunächst in den Einflussbereich des Großfürstentums Litauen und wurden im 15. Jahrhundert schließlich Teil des Königreichs Polen. Ihre mehrheitlich der Orthodoxie angehörenden Bewohner wurden als Ruthenen (polnisch rusini) bezeichnet.

### Kulturelle Trennung
Der unter polnischer Herrschaft stehende ruthenische Adel und die ehemals zur westlichen Kiewer Rus gehörenden Städte erfuhren eine Polonisierung, während ihre Bewohner vornehmlich zum katholischen Glauben des byzantinischen Ritus übertraten. Die überwiegende Mehrheit der ländlichen Bevölkerung behielt ihren eigenständigen soziokulturellen Charakter allerdings bei, was auch auf den Verbleib bei der autonomen Kiewer Metropolie des Konstantinopoler Patriarchates und den ab 1686 erfolgten Zusammenschluss mit der Russisch-Orthodoxen Kirche zurückzuführen ist. Dennoch entstanden durch die politische Zugehörigkeit zu Polen im Laufe der Jahrhunderte sprachliche und kulturelle Unterschiede zu den übrigen Nachkommen des altrussischen Volkes. Dieses befand sich entweder bis ins 15. Jahrhundert unter dem Einfluss der Goldenen Horde oder erfuhr mit der sogenannten Wladimirer Rus, dem Vorläuferstaat des Großfürstentums Moskau, seine institutionelle und kulturelle Eigenständigkeit.
Wachsender gesellschaftlicher Druck und zunehmende wirtschaftliche Repressionen der polnischen Herrschaft über die ruthenische ländliche Bevölkerung führten 1648 zu einem Aufstand unter der Führung von Bohdan Chmelnyzkyj, der aus heutiger Sicht als nationaler Befreiungskampf eingeordnet wird und zu einer kurzzeitigen Verbesserung der Situation der Ruthenen in Polen führte. Allen voran über die sich selbst als Kosaken bezeichnenden ruthenischen Gemeinschaften entlang des Wilden Feldes nahm die Bevölkerung neue eigene Elemente auf, allen voran vom benachbarten Reitervolk der Tataren. 1654 mündete der Aufstand der Kosaken in einem Krieg zwischen Polen und dem benachbarten Zarentum Russland, der die Teilung des historischen Kernlandes der Ukraine mit Kiew im Zentrum zur Folge hatte. Während die Gebiete westlich des Dnepr als Woiwodschaft Kiew bei Polen verblieben, kam die sogenannte linksufrige Ukraine im 17. Jahrhundert unter die Herrschaft des Zarentums.
Nach den Teilungen Polens und der Zurückdrängung der Osmanen expandierte sowohl der Siedlungsraum der Ruthenen, als auch der der Russen bis an das Schwarze und an das Asowsche Meer. Dabei kam es sowohl zu einer Besiedlung des Wilden Feldes durch die Saporoger Kosaken, die mit der Gründung der Städte Krasnodar und Stawropol sogar ins heutige Südrussland vordrangen, als auch zu einer Besiedlung durch das Russische Reich selbst. Unter der Führung des russischen Fürsten Grigori Potjomkin wurden zahlreiche Städte wie Cherson, Odessa oder Jekaterinoslaw, das heutige Dnipro, gegründet. Zur Besiedelung der fruchtbaren Gebiete wurden neben Russen vor allem Ruthenen sowie Serben und Deutsche angeworben.

### Bildung einer modernen Nation
Viele Ruthenen, die sozial aufstiegen und eine höhere säkulare Bildung erwarben, integrierten sich noch bis ins 19. Jahrhunderts hinein meist in die polnische Nation. Darüber hinaus bezeichnete sich vor allem die geistliche Elite als Ruthenen (ukrainisch русини), während die bäuerliche Mehrheitsbevölkerung in ihrer Identität regional und religiös bestimmt war und eine nationale Zugehörigkeit für sie erst dann an Bedeutung gewann, als sie in überregionale Organisationsstrukturen einbezogen wurde. Dieser langwierige Aushandlungsprozess bezog soziale und ökonomische Interessen der gesamten Bevölkerung mit ein, erweiterte die Partizipation der ländlichen Bevölkerung am politischen Geschehen und stärkte die traditionell vorwiegend religiös bestimmte ruthenische Identität, allen voran unter den Angehörigen der Griechisch-Katholischen Kirche. Von kirchlicher und staatlicher Seite wurde innerhalb des Russischen Reiches hingegen der konträre Begriff der Kleinrussen (russisch малороссы) benutzt, um die Konzeption der drei Zweige des russischen Volkes aus sogenannten „Großrussen, Kleinrussen und Belarussen“ zu bedienen.
Im Zuge des romantischen Nationalismus des 19. Jahrhunderts entwickelte sich vor allem im österreichisch beherrschten Galizien die Konzeption eines eigenständigen Volkes der Ukrainer. Der Begriff war an die historische Region rund um Kiew angelehnt und umfasste breite Schichten der ruthenischen Bevölkerung. Nach und nach schufen die ruthenischen Intellektuellen auf der Grundlage der Volkssprache der Regionen rund um Poltawa und Tscherkassy, aus denen die bis dato wichtigsten Literaten stammten, und der sogenannten bürgerlichen kyrillischen Schrift eine standardisierte Literatursprache, das Ukrainisch. Auch das Wort Ukrainer (ukrainisch українці), das in den Jahrhunderten zuvor lediglich die wörtliche Bedeutung „Bewohner des Grenzgebietes“ besaß, begann sich als neues Ethnonym durchzusetzen.
Bis zum Ende des Ersten Weltkrieges dauerte der Identitätsstreit in den Reihen der gespaltenen ruthenischen Elite, deren Teile sich als eine Gruppe des gesamtrussischen Volkes betrachteten, während andere Teile die Eigenständigkeit hervorhoben. In Galizien verschwand schließlich die prorussische kulturelle Bewegung durch Abwanderung mit der zurückweichenden russischen Armee im Ersten Weltkrieg. Nach der Oktoberrevolution 1917 entstanden zudem kurzlebige ukrainische Nationalstaaten, die Ukrainische Volksrepublik und die Westukrainische Volksrepublik bis die Bolschewisten im Laufe des Jahres 1920 die Kontrolle über die Ukraine erlangten. Im Dezember 1922 vereinigten sich die Ukrainische Sozialistische Sowjetrepublik (USSR) zusammen mit der Russischen, Weißrussischen und der Transkaukasischen Sowjetrepublik zur Sowjetunion. Theoretisch war die USSR ein souveräner Staat, die wichtigsten Funktionen standen jedoch unter Kontrolle der Zentrale und der Kommunistischen Partei. Die Grenzen der Ukrainischen Sowjetrepublik fielen mit den in Volkszählungen ermittelten ethnischen Grenzen zusammen und umfassten damit die Gebiete mit einer ukrainischen Bevölkerungsmehrheit. Nach dem Ende des Polnisch-Sowjetischen Krieges erhielten die Ukrainer 1922 zudem innerhalb Polens als nationale Minderheit entsprechende Rechte zugesprochen und Ukrainisch wurde als regionale Amtssprache etabliert.

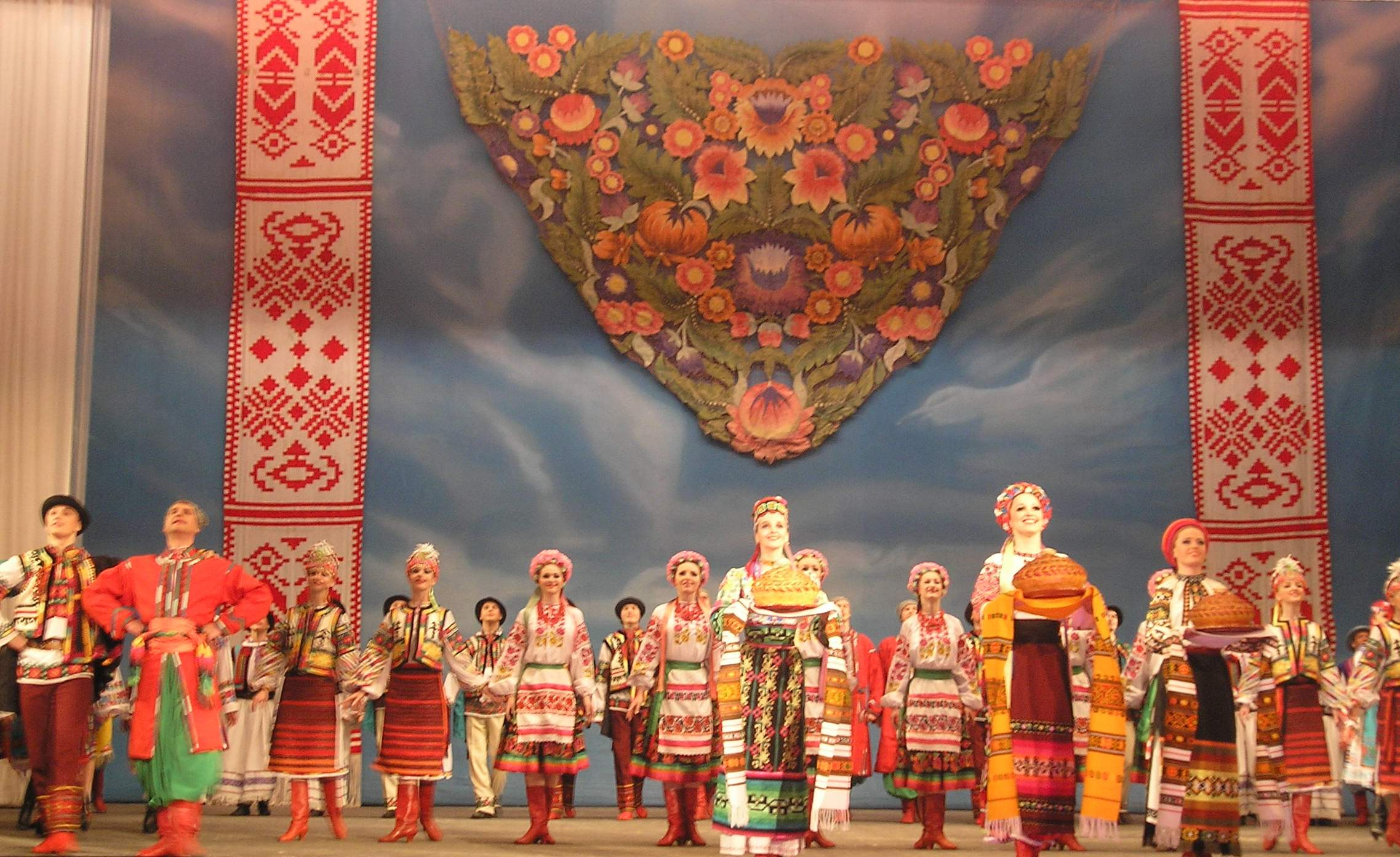
Ukrainischer Volkstanz Prywit (Привіт)

Eine rund 500 Jahre dauernde Trennung sowohl von den modernen Russen als auch den Belarussen, der Kampf um eine politische Souveränität ab dem 19. Jahrhundert und die schließlich auch konfessionell im 20. Jahrhundert vollzogene religiöse Emanzipation, hatten die Ethnogenese eines eigenen ukrainischen Volkes zum Ergebnis. Die Schaffung einer eigenen Literatur und kulturhistorischen Wahrnehmung durch Autoren wie Mychajlo Hruschewskyj, Iwan Kotljarewskyj oder Taras Schewtschenko stärkte das nationale Selbstbewusstsein. Dabei ist jedoch die Sprache kein Konstruktionsmerkmal der ukrainischen Identität.
Für das Jahr 2023 wurde dem ukrainischen Volk der Aachener Karlspreis zusammen mit dem Präsidenten Wolodymyr Selenskyj verliehen.

## Verteilung der Ukrainer nach Ländern
| Land                    | Anzahl der ukrainischen Einwohner                                        | Quelle      |
| ----------------------- | ------------------------------------------------------------------------ | ----------- |
| Ukraine                 | 37.541.700                                                               | [ 11 ]      |
| Russland                | 2.942.961                                                                | [ 12 ]      |
| Polen                   | 1.300.000                                                                | [ 13 ]      |
| Brasilien               | 950.000                                                                  |             |
| Vereinigte Staaten      | 890.000 (ukrainischer Abstammung)                                        | [ 14 ]      |
| Kanada                  | 600.000 (300.000 Ukrainer, 1.200.000 mit teilweise ukrainischer Familie) | [ 15 ]      |
| Kasachstan              | 550.000                                                                  | [ 16 ]      |
| Moldau                  | 375.000                                                                  | [ 17 ]      |
| Argentinien             | 305.000                                                                  | [ 18 ]      |
| Belarus                 | 248.000                                                                  | [ 19 ]      |
| Italien                 | 200.730                                                                  | [ 20 ]      |
| Deutschland             | 134.989                                                                  | [ 21 ]      |
| Portugal                | 66.048                                                                   | [ 22 ]      |
| Spanien                 | 65.262                                                                   | [ 23 ]      |
| Rumänien                | 61.350                                                                   | [ 24 ]      |
| Slowakei                | 55.000                                                                   | [ 25 ]      |
| Kirgisistan             | 50.442                                                                   | [ 26 ]      |
| Lettland                | 45.699                                                                   | [ 27 ]      |
| Türkei                  | 35.000                                                                   | [ 28 ]      |
| Australien              | 33.960                                                                   | [ 29 ]      |
| Aserbaidschan           | 30.000                                                                   | [ 30 ]      |
| Litauen                 | 22.488                                                                   | [ 31 ]      |
| Estland                 | 22.300                                                                   | [ 32 ]      |
| Griechenland            | 14.149                                                                   | [ 33 ]      |
| Georgien                | 6.034                                                                    | [ 34 ]      |
| Bosnien und Herzegowina | 2.331                                                                    | [ 35 ]      |
| Kroatien                | 1.977                                                                    | [ 36 ]      |
| Rest der Welt           | 270.000                                                                  | (geschätzt) |
| Insgesamt               | 46.000.000                                                               |             |

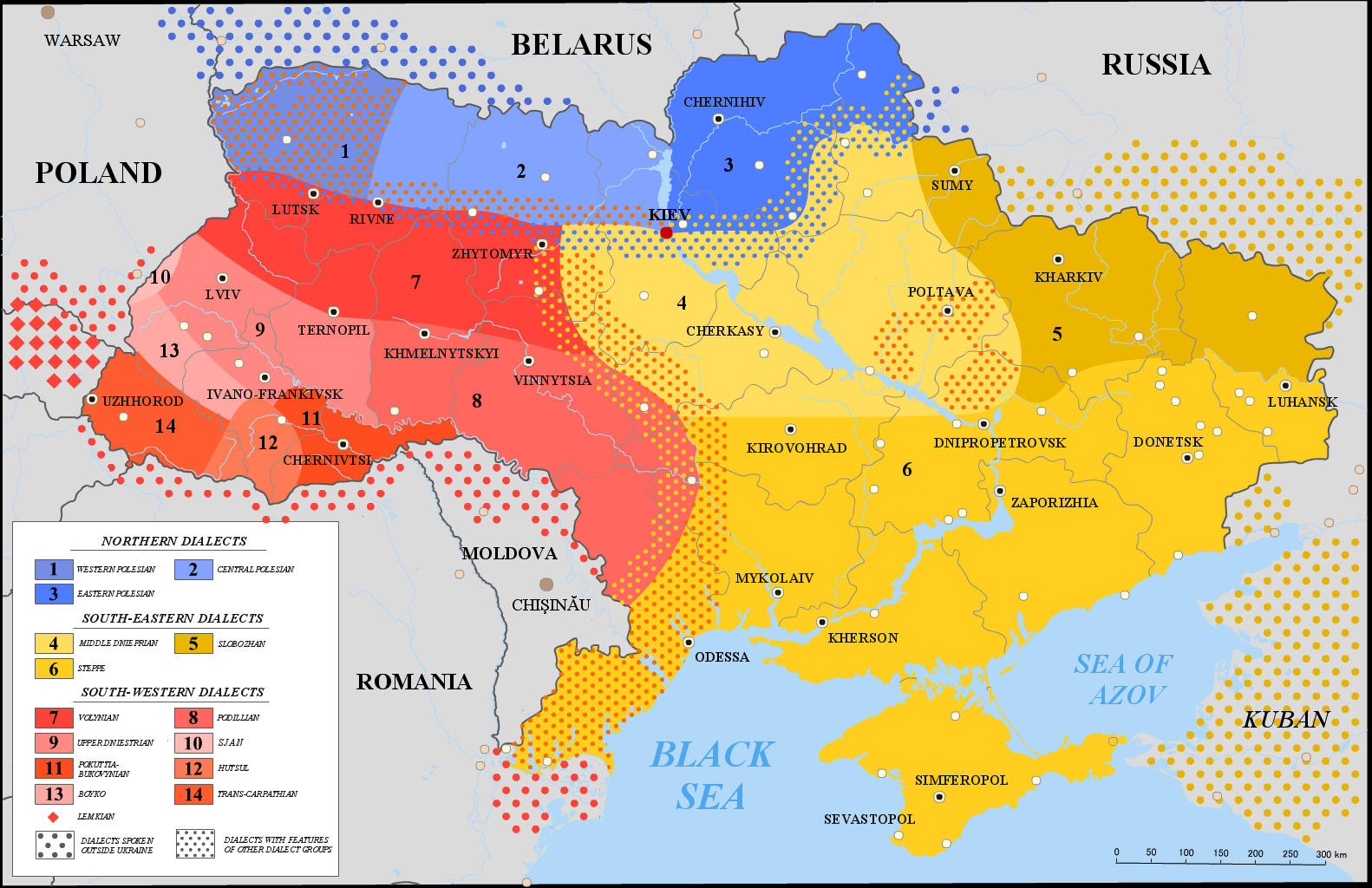
Ukrainische Dialekte

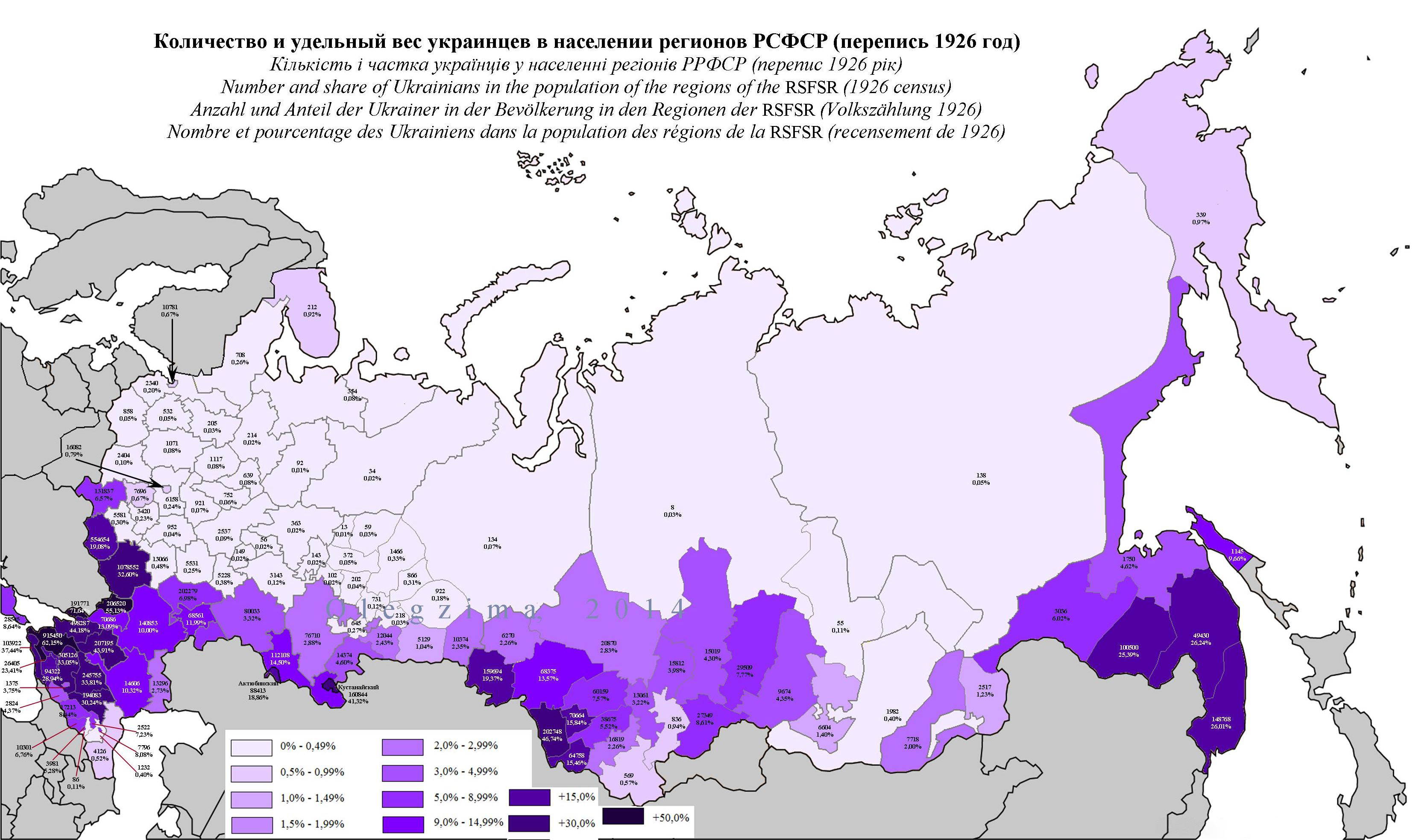
Anzahl und Anteil der Ukrainer in der Bevölkerung in den Regionen der RSFSR (Volkszählung 1926)

Bevölkerungsanteil mit ukrainischer Nationalität nach Oblasten (Statistik 2001)

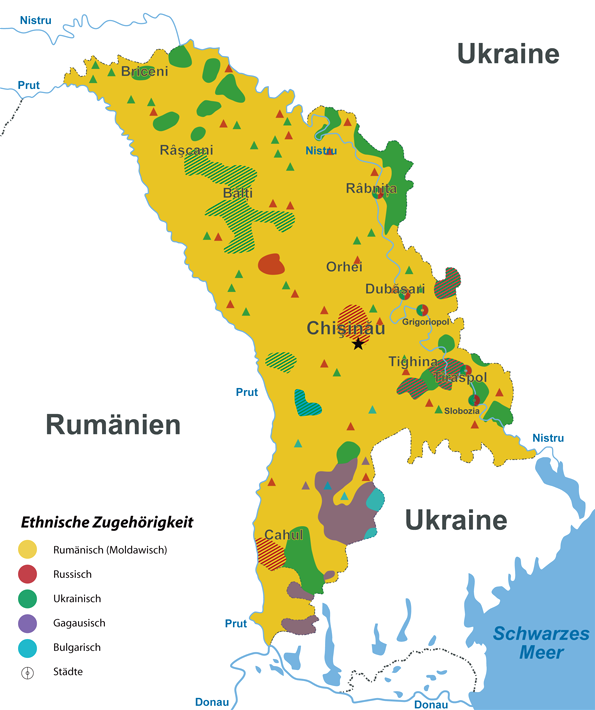
Ethnien in Moldau (grün: Ukrainer)

In Moldau lebt ein Drittel der Ukrainer in Transnistrien, das sich 1992 von Moldau lossagte. 28,9 % der Einwohner dort sind Ukrainer.
In Deutschland lebten Ende 2005 130.674 ukrainische Staatsbürger. 2004 wurden 3.844 eingebürgert.
In Österreich leben laut offizieller Angabe von 2024 rund 78.000 ukrainische Vertriebene, ein Großteil davon sind Frauen und minderjährige Kinder.
In Portugal sind mehrere zehntausend Ukrainer hauptsächlich als Bauarbeiter beschäftigt.
In Kroatien leben die meisten Ukrainer in der Gespanschaft Brod-Posavina (in Slavonski Brod), der Gespanschaft Vukovar-Syrmien (in Vukovar) und in der Gespanschaft Sisak-Moslavina.
Die ukrainische Minderheit in Bosnien und Herzegowina lebt vor allem in der Republika Srpska (beispielsweise in Prnjavor).

## Verwandte ethnische Gruppen

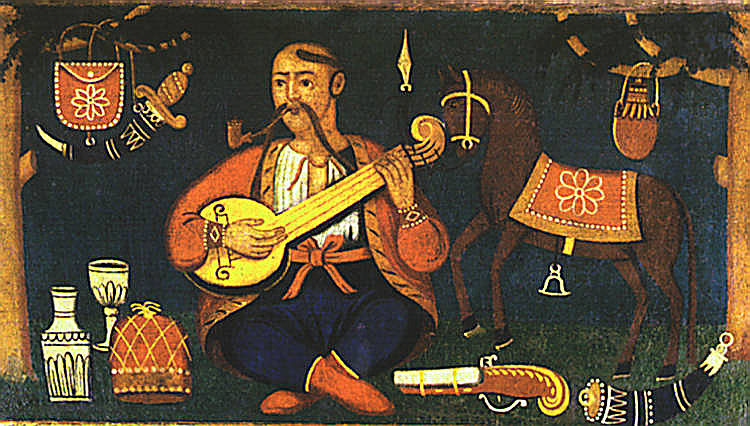
Darstellung eines ukrainischen Kosaken beim Spielen einer Bandura

Es gibt mehrere Volksgruppen in Osteuropa, die in ihren Heimatländern aus unterschiedlichen Gründen nicht zu den Ukrainern gezählt werden. Diese Zuordnungen sind teilweise Grund heftiger Diskussionen. Die wichtigste Gruppierung bilden die Russinen (oft, vor allem in der Vergangenheit Ruthenen genannt). In der Ukraine und in Rumänien werden sie als Ukrainer betrachtet, in Polen, der Slowakei, Tschechien, Ungarn, Kroatien, Serbien, den USA und Kanada sind sie als eine von den Ukrainern getrennte nationale Minderheit anerkannt, werden aber auch in diesen Ländern von manchen Forschern als eine Untergruppe der Ukrainer klassifiziert.

## Bekannte Ukrainer
Staatsmänner, Militär, Politiker
- Igor (Kiewer Rus) (vor 877–944), einer der ersten Kiewer Fürsten, der Herrscher über die Kiewer Rus.
- Olga von Kiew (ca. 920–969), Regentin des Fürstentums Kiew.
- Swjatoslaw I. (um 945–972), Großfürst der Kiewer Rus.
- Wolodymyr I. (ca. 960–1015), Großfürst von Kiew.
- Jaroslaw der Weise (ca. 983–1054), Großfürst von Kiew.
- Isjaslaw I. (1024–1078), Großfürst von Kiew.
- Anna von Kiew (1032–1075), Kiewer Fürstin, zweite Ehefrau von Heinrichs I., Königin von Frankreich, Mutter von Philipp I.
- Wolodymyr Monomach (1053–1125), Großfürst von Kiew.
- Mstislaw I. (1076–1132), Großfürst von Kiew.
- Daniel Romanowitsch (1201–1264), Fürst von Galizien, Wolhynien, Großfürst von Kiew (1240) und König der Rus.
- Konstantin Ostroschski (1460–1530), ruthenischer Fürst und Magnat aus dem Haus Ostrogski, Großhetman von Litauen, außerdem Starost, Marschall von Wolhynien, Kastellan von Wilna und Woiwode von Troki.
- Roxelane (ca. 1502–1558), Haseki Sultan des osmanischen Sultans Süleyman I.
- Dmytro Wyschnewezkyj (1515–1554), Magnat und Feldherr, Starost von Tscherkassy und Kaniw, erster Ataman der registrierten Saporoger Kosaken, Begründer des Sitsch von Saporischschja.
- Petro Konaschewytsch-Sahaidatschnyj (1570–1622), Militärführer, Politiker und Hetman der Saporoger Kosaken.
- Bohdan Chmelnyzkyj (1595–1657), Kosakenhetman.
- Iwan Wyhowskyj (1608–1664), Kosakenhetman.
- Iwan Sirko (1610–1680), Ataman der Saporoger Kosaken.
- Iwan Bohun (1618–1664), Polkownyk der Saporoger Kosaken.
- Petro Doroschenko (1627–1698), Ataman der Saporoger Kosaken.
- Iwan Masepa (1639–1709), Hetman der Saporoger Kosaken.
- Maksym Salisnjak (1740–1769), Ataman der Saporoger Kosaken und Anführer der Hajdamaken im Kolijiwschtschyna-Aufstand.
- Mychajlo Hruschewskyj (1866–1934), erster Präsident der unabhängigen Ukrainischen Volksrepublik.
- Pawlo Skoropadskyj (1873–1945), Hetman des Ukrainischen Staates.
- Symon Petljura (1879–1926), Präsident der Ukrainischen Volksrepublik.
- Wolodymyr Wynnytschenko (1880–1951), erster Vorsitzender des Direktoriums der Ukrainischen Volksrepublik.
- Nestor Machno (1888–1934), Politiker, Militärführer und Anarchist, Kommandeur der Revolutionären Aufständischen Armee
- Jewhen Konowalez (1891–1938), Politiker und Militärbefehlshaber der Ukrainischen Volksrepublik, Anführer der Organisation Ukrainischer Nationalisten (OUN)
- Milena Rudnyzka (1892–1976), politische Aktivistin, Pädagogin, Journalistin und Schriftstellerin, polnische Parlamentsabgeordnete und Feministin.
- Roman Schuchewytsch (1907–1950), Politiker, Offizier des national-ukrainischen Bataillon Nachtigall und Befehlshaber der Ukrainischen Aufstandsarmee (UPA).
- Taras Borowez (1908–1981), Widerstandskämpfer im Zweiten Weltkrieg.
- Stepan Bandera (1909–1959), nationalistischer ukrainischer Politiker und Anführer des Flügels der OUN, der OUN-B
- Lewko Lukjanenko (1928–2018), Dissident und Bürgerrechtler, ukrainischer Politiker und Diplomat.
- Wjatscheslaw Tschornowil (1937–1999), Dissident, Menschenrechtler, Journalist und Politiker, ein Vertreter der Sechziger.
- Leonid Krawtschuk (1934–2022), der erste Präsident der Ukraine nach dem Zerfall der Sowjetunion.
- Wiktor Juschtschenko (* 1954), Präsident der Ukraine, Präsident der Nationalbank der Ukraine.
- Petro Poroschenko (* 1965), Präsident der Ukraine.
- Wolodymyr Selenskyj (* 1978), Präsident der Ukraine.

Denker, Schriftsteller, Dichter
- Nestor von Kiew (1050–1113), Mönch und Verfasser der ersten ostslawischen Chronik.
- Jurij Drohobytsch (1450–1494), Philosoph, Astronom, Astrologe und Doktor der Medizin, Rektor der Universität Bologna.
- Pamwo Berynda (1550–1632), Mönch, Enzyklopädist, Linguist, Lexikograf, Schriftsteller und Dichter.
- Iwan Wyschenskyj (1550–1621), Polemiker, Mönch.
- Meletius Smotriscius (1557–1633), Gelehrter, Philologe, Schriftsteller und Theologe.
- Samijlo Welytschko (1670–1728), Kosaken-Chronist.
- Gregorius Skoworoda (1722–1794), Philosoph, Theologe und Dichter.
- Iwan Kotljarewskyj (1769–1838), Dichter und Schriftsteller.
- Hryhorij Kwitka-Osnowjanenko (1778–1843), Schriftsteller und Dramatiker.
- Nikolai Wassiljewitsch Gogol (1809–1852), Schriftsteller, Dramatiker und Publizist.
- Jewhen Hrebinka (1812–1848), Übersetzer, Pädagoge und Schriftsteller.
- Taras Schewtschenko (1814–1861), Maler und Lyriker.
- Nikolai Iwanowitsch Kostomarow (1817–1885), Historiker, Schriftsteller und Dichter.
- Pantelejmon Kulisch (1817–1885), Schriftsteller, Dichter, Folklorist, Ethnograph, Kritiker, Redakteur, Historiker und Verleger.
- Iwan Netschuj-Lewyzkyj (1838–1918), Schriftsteller, Übersetzer und Lehrer.
- Pawlo Tschubynskyj (1839–1884), Ethnograph, Folklorist, Historiker, Geograph und Journalist.
- Mychajlo Drahomanow (1841–1930), Historiker und politischer Denker.
- Olena Ptschilka (1849–1930), Schriftstellerin, Journalistin und Ethnologin.
- Natalija Kobrynska (1855–1920), Schriftstellerin und Organisatorin der ukrainischen Frauenbewegung.
- Iwan Franko (1856–1916), Schriftsteller, Journalist, Literaturkritiker, Übersetzer, Dramatiker, Publizist, Wissenschaftler und Politiker.
- Olha Kobyljanska (1863–1942), Schriftstellerin und Feministin
- Borys Hrintschenko (1863–1910), Schriftsteller, Lehrer, Sprachwissenschaftler, Ethnograph, Politiker und kultureller Aktivist.
- Mychajlo Kozjubynskyj (1864–1913), Schriftsteller.
- Lessja Ukrajinka (1871–1913), Dichterin, Dramatikerin und Übersetzerin.
- Wassyl Stefanyk (1871–1936), Meister der expressionistischen Kurzgeschichte, Person des öffentlichen Lebens, Politiker.
- Dmytro Donzow (1883–1973), Jurist, Publizist und Politiker.
- Ostap Wyschnja (1889–1956), Schriftsteller, Humorist und Satiriker.
- Mykola Serow (1890–1937), Altphilologe, Übersetzer und Dichter der hingerichteten Wiedergeburt.
- Pawlo Tytschyna (1891–1967), Dichter, Übersetzer und Politiker.
- Mykola Chwylowyj (1893–1933), Schriftsteller und Publizist.
- Maksym Rylskyj (1895–1964), Dichter, Übersetzer, politischer Schriftsteller.
- Majk Johansen (1895–1937), Philologe, Schriftsteller, Dichter, Dramatiker, Übersetzer und Literaturwissenschaftler.
- Iwan Bahrjanyj (1906–1963), Dichter, Prosaschriftsteller, Publizist und Politiker.
- Olena Teliha (1906–1942), Dichterin und Schriftstellerin.
- Bohdan-Ihor Antonytsch (1909–1937), Dichter und Prosaist.
- Mykola Rudenko (1920–2004), Dissident und Menschenrechtsaktivist sowie Autor von Lyrik und Prosa, Vertreter der Sechziger.
- Iwan Switlytschnyj (1929–1992), Literaturkritiker, Dichter, Übersetzer, Menschenrechtsaktivist und Dissident.
- Lina Kostenko (* 1930), Dichterin.
- Myroslaw Popowytsch (1930–2018), Philosoph.
- Iwan Dsjuba (1931–2022), Literaturkritiker, Autor, sozialer Aktivist, Politiker und sowjetischer Dissident.
- Hryhir Tjutjunnyk (1931–1980), Schriftsteller.
- Wassyl Symonenko (1935–1963), Dichter, Schriftsteller und Journalist.
- Wassyl Stus (1938–1985), Dichter, Publizist, Dissident und Menschenrechtsaktivist.
- Jurij Andruchowytsch (* 1960), Schriftsteller, Dichter, Essayist und Übersetzer.
- Oksana Sabuschko (* 1960), Schriftstellerin, Dichterin und Essayistin.
- Serhij Schadan (* 1974), Schriftsteller, Dichter und Übersetzer.

Wissenschaftler und Ingenieure
- Michail Wassiljewitsch Ostrogradski (1801–1861), Mathematiker.
- Mychajlo Maxymowytsch (1804–1873), Historiker, Philologe, Ethnograph, Botaniker, erster Rektor der Kiewer Universität.
- Johann Puluj (1845–1918), Physiker und Elektrotechniker.
- Dmytro Jawornyzkyj (1855–1940), Ethnograph, Historiker und Lexikograf.
- Wladimir Iwanowitsch Wernadski (1863–1945), Geochemiker, Mineraloge, Philosoph, einer der Gründer und erster Präsident der Ukrainischen Akademie der Wissenschaften.
- Stepan Tymoschenko (1878–1972), Wissenschaftler auf dem Gebiet der Mechanik, Pionier der theoretischen Mechanik.
- Oleksandr Bohomolez (1881–1946), Pathophysiologe und der Begründer der pathophysiologischen Wissenschaft in der Ukraine, Präsident der ukrainischen Akademie der Wissenschaften.
- Igor Iwanowitsch Sikorski (1889–1972), Flugzeugkonstrukteur.
- Juri Wassiljewitsch Kondratjuk (1897–1942), Mathematiker und Ingenieur, einer der Pioniere der Raumfahrttheorie.
- Theodosius Dobzhansky (1900–1975), Evolutionsbiologe und Genetiker.
- George Bogdan Kistiakowsky (1900–1982), Physiker und Chemiker, der am Manhattan-Projekt beteiligt war.
- Sergei Pawlowitsch Koroljow (1907–1966), Raketenkonstrukteur und Weltraumpionier.
- Walentin Petrowitsch Gluschko (1908–1989), Triebwerkskonstrukteur der Raketen- und Raumfahrttechnik.
- Kateryna Juschtschenko (1919–2001), Wissenschaftlerin und Erfinderin auf dem Gebiet der Kybernetik.
- Maryna Viazovska (* 1984), Mathematikerin, Gewinnerin der Fields-Medaille.

Geistliche Persönlichkeiten
- Antonius von Kiew (ca. 982–1073) – Kiewer Kirchenführer, Mönch, Gründer des Kiewer Höhlenklosters, christlicher Heiliger.
- Hilarion von Kiew (ca. 990–1088) – Kiewer Kirchenoberhaupt, Metropolit von Kiew und der ganzen Rus, Schriftsteller, christlicher Heiliger.
- Theodosius von Kiew (ca. 1009–1074) – Kiewer Kirchenoberhaupt, Mönch, christlicher Heiliger.
- Hypatios Pociej (1541–1613) – Kastellan von Brest, Bischof von Wladimir und Metropolit von Kiew
- Andrej Scheptyzkyj (1865–1944) – Erzbischof von Lemberg und Metropolit der Ukrainischen Griechisch-Katholischen Kirche in der Ukraine.
- Jossyf Slipyj (1892–1984) – Großerzbischof der ukrainischen griechisch-katholischen Kirche und ein Kardinal der römisch-katholischen Kirche.
- Ljubomyr Husar (1933–2017) – Großerzbischof der mit Rom unierten ukrainischen griechisch-katholischen Kirche.

Musiker, Komponisten, Sänger
- Maxim Sosontowitsch Beresowski (1745–1777), Komponist, Opernsänger (Tenor), Bassist und Geiger.
- Dmitri Stepanowitsch Bortnjanski (1751–1825), Komponist, Dirigent und Sänger.
- Ostap Weressai (1803–1890), Kobsar und Sänger (Tenor).
- Mychajlo Werbyzkyj (1815–1870), griechisch-katholischer Priester und Komponist.
- Mykola Lyssenko (1842–1912), Komponist, Pianist und Dirigent.
- Salome Kruschelnytska (1872–1952), Sängerin (Sopran) und Wagner-Interpretin.
- Mykola Leontowytsch (1877–1921), Komponist, Chorleiter und Lehrer.
- Hnat Chotkewytsch (1877–1938), Schriftsteller, Historiker, Banduraspieler, Komponist, Ethnograph, Politiker.
- Borys Ljatoschynskyj (1894–1968), Komponist und Dirigent.
- Anatolij Solowjanenko (1932–1999), Opernsänger (Tenor).
- Myroslaw Skoryk Myroslav Skoryk (1938–2020), Komponist und Musikwissenschaftler.
- Nina Matwijenko (1947–2023), Sängerin.
- Wolodymyr Iwasjuk (1949–1979), Komponist, Sänger, Dichter und Begründer der ukrainischen Popmusik.
- Kvitka Cisyk (1953–1998), Koloratursopranistin ukrainischer Abstammung, die mit dem Academy Award ausgezeichnet wurde.
- Ruslana Lyschytschko (1973), Sängerin und Komponistin, Gewinnerin des Eurovision Song Contest.

Künstler
- Serhij Wassylkiwskyj (1854–1917), Maler, Landschaftsmaler und Schlachtenmaler.
- Mykola Pymonenko (1862–1912), Maler.
- Wassyl Krytschewskyj (1872–1952), Kunstwissenschaftler, Landschaftsmaler, Architekt, Grafiker und Bühnenbildner.
- Oleksandr Muraschko (1875–1919), Maler und Pädagoge.
- Tetjana Pata (1884–1976), Volkskünstlerin, Meisterin der Petrykiwka-Malerei.
- Heorhij Narbut (1886–1920), Maler, Grafiker, Illustrator.
- Alexander Archipenko (1887–1964), Bildhauer.
- Kateryna Bilokur (1900–1961), Künstlerin, Vertreterin der naiven Kunst.
- Marija Prymatschenko (1908–1997), Künstlerin, Vertreterin der naiven Kunst.
- Alla Horska (1929–1970), Künstlerin, Dissidentin und Vertreterin der Sechziger.
- Iwan Martschuk (* 1936), Maler.

- Mychajlo Staryzkyj (1839–1904), Schriftsteller, Dichter und Dramatiker.
- Marko Kropywnyzkyj (1840–1910), Schriftsteller, Regisseur, Dramatiker, Komponist und Theaterschauspieler.
- Iwan Karpenko-Karyj (1845–1907), Schauspieler, Schriftsteller und Dramatiker.
- Marija Sankowezka (1854–1934), Theaterschauspielerin.
- Les Kurbas (1887–1937), Theaterarbeiter, Dramatiker, Schauspieler, Publizist.
- Mykola Kulisch (1892–1937), Dramatiker.
- Sergei Michailowitsch Lifar (1904–1986), Balletttänzer und Choreograf.

Filmemacher
- Oleksandr Dowschenko (1894–1956), Filmregisseur und Schriftsteller ukrainischer Herkunft, Gründer des poetischen Kinos.
- Jack Palance (Volodymyr Palahniuk) (1919–2006), Schauspieler ukrainischer Abstammung
- Sergei Fjodorowitsch Bondartschuk (1920–1994), Filmregisseur, Drehbuchautor und Schauspieler.
- Grigori Naumowitsch Tschuchrai (1921–2001), Filmregisseur und Drehbuchautor.
- Leonid Bykow (1928–1979), Filmregisseur, Drehbuchautor und Schauspieler.
- Ada Rohowzewa (1937), Schauspielerin.
- Iwan Mykolajtschuk (1941–1987), Filmschauspieler, Regisseur und Drehbuchautor.
- Bohdan Stupka (1941–2012), Schauspieler.
- Olga Kurylenko (* 1979), Model und Schauspielerin.
- Mila Kunis (* 1983), Schauspielerin und Synchronsprecherin.

Sportler
- Iwan Poddubny (1871–1949), Ringer, sechsfacher Weltmeister.
- Walerij Lobanowskyj (1939–2002), Fußballspieler und -trainer, einer der bekanntesten Trainer in der Geschichte des Weltfußballs.
- Oleh Blochin (* 1952), Fußballspieler und -trainer, Gewinner des Goldenen Balls.
- Serhij Bubka (* 1964), Stabhochspringer, mehrfacher Weltmeister, Olympiasieger.
- Vitali Klitschko und Wladimir Klitschko (* 1971, * 1976), Boxer, Boxweltmeister im Schwergewicht.
- Andrij Schewtschenko (* 1976), Fußballspieler und -trainer, Gewinner des Goldenen Balls.
- Oksana Bajul (* 1977), Eiskunstläuferin, Olympiasiegerin und Weltmeisterin.
- Lilija Podkopajewa (* 1978), Kunstturnerin, Olympiasiegerin und Weltmeisterin.
- Jana Klotschkowa (* 1982), Schwimmerin, vierfache Olympiasiegerin, mehrfache Weltmeisterin.
- Ruslan Ponomarjow (* 1983), Schachspieler, Großmeister, Weltmeister (2002).
- Hanna Bessonowa (* 1984), Einzelgymnastin, mehrfache Weltmeisterin, zweimalige Olympia-Bronzemedaillengewinnerin.
- Oleksandr Ussyk (* 1987), Boxer, mehrfacher Weltmeister, Olympiasieger.
- Wassyl Lomatschenko (* 1988), Profiboxer, mehrfacher Weltmeister, zweimaliger Olympiasieger.
- Olha Charlan (* 1990), Säbelfechterin, mehrfache Weltmeisterin, Olympiasiegerin.
- Anna Musytschuk und Marija Musytschuk (* 1990, * 1992), Schachspielerinnen, Großmeisterinnen, Weltmeisterinnen.
- Elina Switolina (* 1994), Tennisspielerin.
- Darja Bilodid (* 2000), Judoka, zweimalige Weltmeisterin, olympische Bronzemedaillengewinnerin.